# Scott Lang (Marvel Cinematic Universe)
Scott Lang je fiktivní postava z Marvel Cinematic Universe, založená na stejnojmenné postavě z komiksů Marvel Comics, kterou ztvárnil americký herec Paul Rudd. Lang je původně zloděj, ze kterého se stal superhrdina poté, co mu Hank Pym poskytl výbavu a výcvik, aby se z něj stal druhý Ant-Man, a je rekrutován Rogersem, aby se připojil k Avengers. Lang je později uvězněn v kvantové říši, když Thanos vymaže polovinu veškerého života, ale uteče a pomůže sestrojit s přeživšími Avengers cestování časem.
Od svého debutu ve filmu Ant-Man se Lang objevil v dalších čtyřech filmech, jednom seriálu a webovém seriálu WHIH Newsfront.

## Fiktivní biografie

### Mládí
Lang vystudoval MIT, ale stal se zločincem poté, co chtěl potrestat korporaci, která podvedla své zákazníky. Během jeho pobytu ve vězení se s ním rozvedla jeho manželka a vzala si do péče jejich dceru Cassie.

### Ant-Man
V roce 2015 je Lang podmínečně propuštěn a nastěhuje se ke svému bývalému spoluvězni Luisovi. Lang nemůže kvůli svému trestnímu záznamu získat práci a souhlasí, že se připojí k Luisovi a jeho skupině při vloupání. Lang se vloupe do domu, rozbije jeho trezor a objeví starý motocyklový oblek. Když se vrátí zpět do bytu, Lang si vyzkouší oblek a záhadně se zmenší na velikost hmyzu. Po zvětšení se rozhodne odnést oblek zpátky, ale je zatčen. Vykoupí ho však majitel vyloupeného domu Hank Pym.
Pym řekne Langovi, že dříve působil jako superhrdina jménem Ant-Man a na zkoušku zmanipuloval Langa, aby oblek ukradl. Chce, aby Lang ukradl oblek Yellowjacket Darrenu Crossovi. Pym a jeho dcera Hope van Dyneová trénují Langa v boji, používání obleku Ant-Mana a ovládání mravenců.
Aby mohli tuto akci provést, potřebuje Pym jednu součástku, která je však v základně Avengers. Krátce bojuje s Wilsonem, ale podaří se mu utéct a součástku získat. Lang spolu se svým týmem a hejnem létajících mravenců pronikne do sídla Pym Technologies, když Cross v budově pořádá ceremonii k odhalení jeho obleku Yellowjacket. Lang a Hope zneškodní agenty Hydry a odpálí výbušniny, čímž implodují budovu. Cross si oblékne svůj oblek a vezme Cassie jako rukojmí, aby nalákal Langa do boje. Lang při boji přetíží regulátor a zmenší se na subatomární velikost, aby pronikl Crossovým oblekem a sabotoval ho, čímž Crosse zabije. Lang zmizí v kvantové říši, ale podaří se mu zvrátit účinky a vrátí se zpět. Z vděčnosti Paxton, otec Cassie, kryje Langa, aby ho udržel mimo vězení.

### Pomoc Stevu Rogersovi
V roce 2016 je Lang naverbován Wilsonem, aby pomohl Stevu Rogersovi. Barton a Maximovová vyzvednou Langa a vezmou ho, aby se připojil ke zbytku Rogersova týmu na letišti v Lipsku, kde je ale konfrontuje Stark, Romanovová, Rhodes, T'Challa, Parker a Vision. Během boje Lang použije svůj oblek, aby narostl do obrovské velikosti a umožnil Rogersovi a Barnesovi uniknout. Lang je nakonec poražen a spolu se zbytkem Rogersova týmu zajat a poslán do vězení, Raftu. Později je Rogers osvobodí a Lang vyjedná dohodu s americkou vládou a dostane domácí vězení.

### Spolupráce s Wasp
V roce 2018 se Lang dozví, že se nevědomky setkal s Janet van Dyneovou v kvantové říši, při jeho subatomárním zmenšení. Lang kontaktuje Pyma ohledně Janet, a ten ho spolu s Hope unese a nechá návnadu, aby nevzbudil podezření u agenta FBI Wooa, že Lang utekl z domácího vězení. Pym oznámí Langovi, že pracují na vybudování stabilního tunelu, aby mohli vzít vozidlo do kvantové říše a zachránit Janet. Během stavby tunelu potřebují součástku od obchodníka na černém trhu Burche, který si uvědomí potenciální zisk, který lze získat z Pymova výzkumu a podvede je. Wasp poté bojuje s Burchem a jeho muži, dokud ji nenapadne kvantově nestabilní maskovaná žena. Lang se snaží pomoci zahnat ženu, ale uteče i s zmenšenou Pymovou laboratoří. Pymův bývalý partner Bill Foster jim pomáhá najít laboratoř, kde „Duch“ zajme trojici a ukáže se, že je Ava Starr. Její otec Elihas, další z Pymových bývalých partnerů, zemřel spolu se svou ženou během experimentu, který způsobil její nestabilní stav. Foster odhalí, že Starr umírá a trpí neustálými bolestmi v důsledku svého stavu, a plánují ji vyléčit pomocí Janetiny kvantové energie. Pym věří, že to Janet zabije, odmítne pomoci a uteče s Hope, Langem a laboratoří. 
Po otevření stabilní verze tunelu jsou Pym, Hope a Lang schopni kontaktovat Janet, která jim dá přesnou polohu, kde ji najít, ale varuje, že mají jen dvě hodiny, než je oddělí nestabilní povaha říše. Lang se vrátí domů před příchodem agenta Wooa, zatímco Pym a Hope jsou zatčeni FBI, což umožňuje Starr vzít laboratoř. Lang osvobodí Pyma a Hope z vazby a s Luisovou pomocí získají zpět laboratoř. Starr, Burch a jeho muži zaútočí, ale Pym a Janet se bezpečně vrátí z kvantové říše a Janet dobrovolně daruje část své energie Starr, aby ji dočasně stabilizovala. Lang se vrátí domů ještě jednou, včas, aby ho Woo propustil z domácího vězení.
Později pomocí menšího kvantového tunelu postaveného v Luisově dodávce plánuje Pym, Janet, Hope a Lang získat kvantovou energii, aby Starr zůstala stabilní, nicméně, zatímco je Lang v kvantové říši, Pym, Janet a Hope se rozpadnou kvůli Probliku, takže tam Lang zůstane.

### Endgame
V roce 2023, je Lang díky kryse osvobozen z kvantové říše poté, co krysa omylem aktivovala kvantový tunel. Brzy se dozví o Probliku a spěchá do domu Cassie a zjistí, že je naživu. Lang přijede do základny Avengers a vysvětlí Rogersovi a Romanovové, že pro něj netrvá Problik pět let, ale pět hodin, a teoreticky by to mohlo sloužit jako prostředek k cestování časem. Trojice navštíví Starka, aby vysvětlila svůj plán na časovou loupež s cílem ukrást Kameny nekonečna z minulosti a použít je k odvrácení Probliku, ale Stark odmítne. Setkají se proto s Bannerem a ten souhlasí s pomocí, ale jejich počáteční pokusy o cestování časem jsou neúspěšné.
Stark však později ustoupí a přijde na pomoc. Jakmile se Thor, Rocket, Nebula, Rhodes a Barton vrátí na základnu, vytvoří plán. Banner, Rogers, Stark a Lang cestují do New Yorku během Lokiho invaze v alternativním roce 2012, ale zatímco Rogers a Banner získají Kameny mysli a času, Starkův a Langův pokus ukrást Kámen prostoru se nezdaří. Lang se vrátí do současnosti s Bannerem, zatímco Stark a Rogers cestují do 70. let a získají jak Kámen prostoru, tak další Pymovi částice. Banner úspěšně obnoví miliony ztracených životů. Alternativní Thanos a jeho válečná loď však projde portálem a zaútočí na základnu Avengers. Lang zachrání Rocketa, Bannera a Rhodese před utopením a poté se zúčastní závěrečné bitvy proti Thanosovi a jeho armádě, přičemž se na bitevním poli znovu spojí s obnovenou Hope. Po závěrečné bitvě se spolu s ostatními zúčastní Starkova pohřbu.
O něco později dá Lang Pymovi částice Bartonovi, který je použije do svých šípů.

## Alternativní verze

### Co kdyby…?

#### Zombie
V alternativním roce 2018, po návratu van Dyneové a Pyma z kvantové říše, je Lang napaden dvojicí, která byla infikována kvantovým virem. Později Vision najde zombifikovaného Langa a vezme ho na základnu Camp Lehigh, kde ho vyléčí Kamenem mysli. Vision je však schopen zachovat Langovi pouze hlavu. Když na základnu dorazí skupina přeživších, Langovi pomůže plášť levitace a uteče s Parkerem a T'Challou do Wakandy.

## Výskyt

### Filmy
- Ant-Man
- Captain America: Občanská válka [5]
- Ant-Man a Wasp
- Avengers: Endgame
- Ant-Man a Wasp: Quantumania [6]

### Seriály
- Co kdyby…? [7]

### Webové seriály
- WHIH Newsfront